# Mercè Gallén Ibáñez
Mercè Gallén Ibáñez, (Barcelona, 1910 - Sant Quirze del Vallès, 2004) fou una model catalana. Filla d'emigrants de Castelló, va exercir professionalment com a model artística durant la Segona República i durant els anys de la dictadura franquista, resident a Cerdanyola del Vallès.
Es va casar el 4 d'octubre de 1927 amb Magí Esquerré Sallarés, que treballava de constructor per als germans Riera a la urbanització del barri de Montflorit. Van tenir tres fills Aurora, Joan, i Víctor. A través del contacte amb els germans Riera coneixerà a Caterina Albert, amb qui va mantenir una estreta relació, fins al punt que va batejar al seu fill amb el pseudònim literari de qui havia de ser la padrina. Sembla que ja havia exercit de model a Barcelona abans de casar-se i, un cop establerta a Cerdanyola compaginarà les feines de la llar i la seva faceta de mare, amb el treball per a les cases dels estiuejants. Però el fet és que, un cop casada i durant la Segona República, va mantenir la seva feina com a model per a diversos artistes que formaven part de la colònia d'estiuejants de Cerdanyola. Destaca la seva col·laboració professional amb el pintor Marian Espinal i l'escultor Josep Viladomat. De fet, es pot identificar en diverses obres de tots dos artistes, i, fins i tot, en unes fotografies que provenen del taller Juventeny, mostren a la mateixa model retratada per Espinal i Viladomat amb un punt de vista evidentment pictòric o escultòric en funció de l'autor. De totes les obres per a les que va fer de model, la que va tenir més repercussió va ser l'estàtua per a l'al·legoria de la República que culminava l'obelisc del monument a Pi Margall de Barcelona i que va ser encarregada a l'escultor Josep Viladomat. Aquesta escultura es va fer al taller d'Espinal, que disposava de calefacció, i es va passar a mida definitiva en una de les naus de la fàbrica Uralita, on es va haver de desmuntar una part del fals sostre per encabir la peça. Mercè també podria haver posat per a d'altres artistes que estaven a Cerdanyola en aquell moment, com ara el pintor Manuel Humbert, o l'escultor Enric Monjo. D'altra banda, també va fer de model per a artistes barcelonins com Frederic Marés o Josep Clarà.
La seva carrera va canviar radicalment després de la Guerra Civil, tot i que va continuar fent de model ocasional, socialment va caure en el més absolut desprestigi. Va ser desacreditada públicament per haver posat despullada i per haver estat símbol de la República. Amb tot i això, durant els anys del franquisme, on era necessari un permís de l'Església per exercir de model, va posar per l'escultor Francesc Juventeny amb el sobrenom de Lola, renunciant així al seu nom i amagant la seva faceta professional i la seva identitat. Mercè va morir a Sant Quirze del Vallès el 27 de setembre de 2004 a l'edat de 94 anys.